# Дефицит массы
Дефицит массы в галактике — количество массы в форме звёзд, которое было удалено из центральной области галактики  в основном вследствие воздействия двойной сверхмассивной чёрной дыры. 
Плотность количества звёзд возрастает по мере приближения к центру большинства галактик. В маленьких галактиках увеличение плотности продолжается до самого центра. В крупных галактиках обычно существует ядро — область вблизи центра, в которой плотность постоянна или медленно повышается.  Радиус ядра может достигать нескольких сотен парсеков в крупнейших эллиптических галактиках.
Считается, что подобные ядра создаются двойными сверхмассивными чёрными дырами, образующимися при слиянии двух галактик. Если звезда пролетает мимо массивной двойной, то она может быть выброшена из галактики в результате процесса, называемого гравитационной рогаткой. Такие выбросы звёзд продолжаются до тех пор, пока большая часть звёзд в центральной части галактики не будет выброшена.  В результате подобного процесса формируются ядра с малой концентрацией звёзд, часто наблюдаемые у гигантских эллиптических галактик.
Дефицит массы определяется как количество массы, которое было выброшено при создании ядра галактики:
{\displaystyle M_{\mathrm {def} }=4\pi \int _{0}^{R_{c}}\left[\rho _{i}(r)-\rho (r)\right]r^{2}dr,}
где ρi — первоначальная плотность, ρ — наблюдаемая плотность, Rc — радиус ядра.
Наблюдаемый в галактиках дефицит массы обычно составляет от одной до нескольких масс центральной сверхмассивной чёрной дыры, наблюдаемый радиус ядра сравним с радиусом сферы действия  центральной сверхмассивной чёрной дыры. Данные значения не противоречат выводам теоретических моделей образования ядра и поддерживают гипотезу о том, что все яркие галактики в некоторый период содержали сверхмассивные чёрные дыры в центральных областях. 
Неизвестно, содержит ли большинство галактик массивные двойные объекты в центральных областях или две чёрные дыры слились в один объект. Оба варианта не противоречат наличию ядра в центральной области.